# Alcippe pyrrhoptera
Fulveta-javanesa ou fulveta-de-java (Alcippe pyrrhoptera) é uma espécie de ave da família Alcippeidae.
É endémica da Indonésia.
Os seus habitats naturais são: regiões subtropicais ou tropicais húmidas de alta altitude.